# 鹤庆站
鹤庆站，位于中华人民共和国云南省大理白族自治州鹤庆县，是滇藏铁路大丽段上的火车站，2011年3月6日动工，2011年12月31日完工，由中国铁路昆明局集团有限公司管辖。

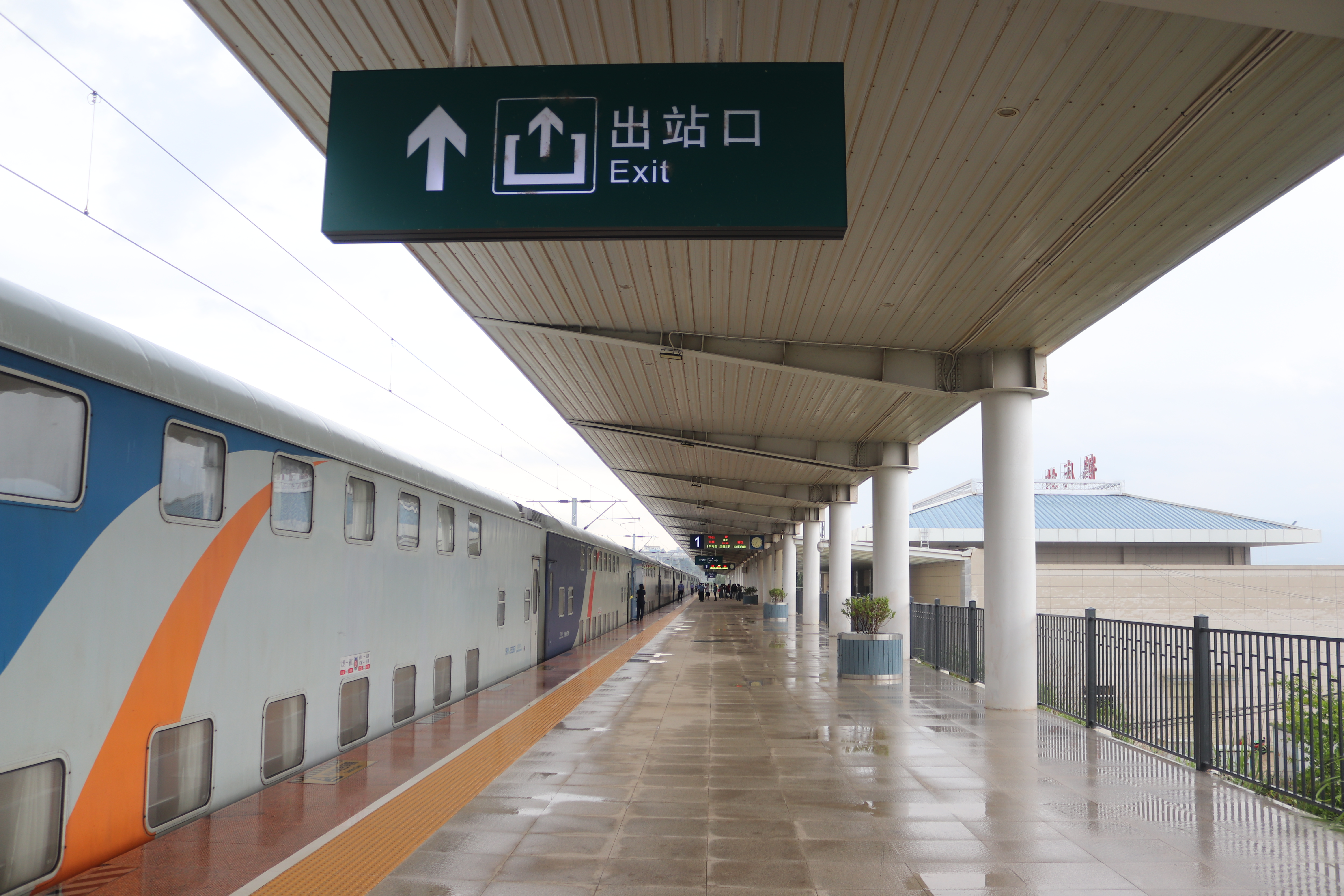
鹤庆站站台

## 車站周邊
- 鹤庆县盐政管理所
- 鹤庆县人民政府
- 鹤庆县商务局
- 鹤庆客运站
- 云鹤楼
- 中国邮政储蓄银行南大街邮政储蓄所
- 鹤庆县图书馆
- 中国工商银行鹤庆支行
- 云鹤镇中心学校
- 鹤庆县职工医疗保险管理中心

## 歷史
- 2011年3月6日动工。
- 2011年12月31日完工。
- 2012年1月16日开办客运业务。[3]